# Dubovszki Márton
Dubovszki Márton (? – Lőcse, 1722. augusztus 1.) iskolaigazgató, tanár.

## Élete
Zsolnai származású volt és ott tanult 1672-ig; a vallásüldözés elől Boroszlóba ment, hol a tudományoknak élt; 1676. szeptember 24-étől a wittenbergi egyetem hallgatója volt és néhányszor Kalow és Quenstedt alatt vitatkozott. Midőn hazájába visszatért, megválasztották az eperjesi evangélikus kollégiumhoz a költészet tanárának; innét elűzetvén, Breznóbányára ment rektornak, hol két év múlva hasonló sors érte. Nyomorúságában Nyustára ment és ott a nemes ifjakat tanította s különösen a Kubinyi család kegyelméből élt. Azután Nehreben (Nagyőr, Szepes megye), majd Korponán lett rektor, hol 14 évig működött, midőn ezen állását Hellenbach Gottfied báró unszolására a körmöcbányaival cserélte föl; itt volt 1707-ig, mikor rektornak Lőcsére hívták.

## Művei
- Colloquium pretiosae morti in conspectu Dei Danielis Mazarii adnexum…
- Carmen Joanni Mollero practico Epperiensi, occasione coniugii eius anno 1682. sub. titulo: Medice cura te ipsum dedicatum…
- Carmen emortuale, dum celsissimus Princeps Georgius Fridericus, dux Würtembergicus in fatali Cassoviensi obsidione, globo tormenti ictus, die 17. Octobr. gloriose occumberet (1689.)…